# Mona Freiberg
Mona Freiberg, bürgerlich Ursula Helfrich (* als Ursula Freiberger am 30. Oktober 1950), ist eine deutsche Volksschauspielerin und Sängerin.

## Leben
In ihrer Jugend bildete sie zusammen mit Lisa Fitz das Duo „Mona und Lisa“; so erklärt sich auch ihr Künstlername Mona Freiberg.
Seit 1970 steht Mona Freiberg als bayerische Volksschauspielerin auf der Bühne. Es begann mit einem Engagement am Ludwig-Thoma-Theater in Rottach-Egern und führte bald zum Komödienstadel des Bayerischen Rundfunks, wo Mona auch ihren Ehemann Bernd Helfrich kennenlernte. 1974 war Mona Freiberg Narrhalla Prinzessin.
1984 übernahm Mona Freiberg zusammen mit ihrem Ehemann Bernd Helfrich die Leitung des Chiemgauer Volkstheaters. Ihre Tochter, Kristina Helfrich, ist ebenfalls am elterlichen Theater aktiv.

## Filmografie (Auswahl)
- 1974: Die Reform
- 1974: Zwei himmlische Dickschädel
- 1976: Zwickelbach & Co. (Fernsehserie, 1 Folge)
- 1976: Der Komödienstadel – Der bayrische Picasso
- 1977: Der Komödienstadel – Graf Schorschi
- 1977: Der Komödienstadel – Die Widerspenstigen
- 1977: Die Jugendstreiche des Knaben Karl
- 1978: Eichholz und Söhne (Fernsehserie, 4 Folgen)
- 1979: Achtung Kunstdiebe (Fernsehserie, 2 Folgen)
- 1978–1988: Polizeiinspektion 1 (Fernsehserie, 4 Folgen)
- 1981: Lapo erzählt… (Fernsehserie)
- 1981: Der Gerichtsvollzieher (Fernsehserie, 1 Folge)
- 1981: Der Alte (Fernsehserie, 1 Folge)
- 1981: Schöne Geschichten
- 1982: Georg Thomallas Geschichten (Fernsehserie, 1 Folge)
- 1982: Die unsterblichen Methoden des Franz Josef Wanninger (Fernsehserie, 4 Folgen)
- 1982–1983: Meister Eder und sein Pumuckl (Fernsehserie, 4 Folgen)
- 1983: Der Komödienstadel – Heiratsfieber
- 1985: Seemann, gib Obacht!
- 1985: Der Komödienstadel – Schneesturm
- 1985–2019: Chiemgauer Volkstheater (128 Stücke)
- 1986: Schafkopfrennen (Fernsehserie, 2 Folgen)
- 1986–1987: SOKO München (Fernsehserie, 3 Folgen)
- 1987–1998: Weißblaue Geschichten (Fernsehserie, 9 Folgen)
- 1991: Wer Knecht ist, soll Knecht bleiben
- 1991: Der Komödienstadel – Millionen im Heu
- 1991–1992: Löwengrube (Fernsehserie, 19 Folgen)
- 1993: Der Bergdoktor (Fernsehserie, 1 Folge)
- 1994: Ein Bayer auf Rügen (Fernsehserie, 1 Folge)
- 1995: Forsthaus Falkenau (Fernsehserie, 1 Folge)
- 1995: Der Komödienstadel  –  Der müde Theodor
- 1997: Der Bulle von Tölz (Fernsehserie, 1 Folge)

## Regie (Chiemgauer Volkstheater)
- 1993: Zwei Tage Hochsaison
- 2008: Die Giftspritz'n vom Bründlhof
- 2012: Testament mit Wartezeit
- 2012: Ein verrücktes Seniorenhaus
- 2012: Der Matratzenspion
- 2013: Hypnose am Bauernhof
- 2014: Die turbulente Fahnenweihe
- 2014: Opas 3. Frühling
- 2014: G'sehng und mög'n
- 2015: Da Opa, da Babba und i
- 2015: Der Wettkampf
- 2016: Der Kartlbauer
- 2016: Der Landgendarm
- 2017: Voll guat drauf